# Aleksandr Zujev
Aleksandr Lvovitj Zujev (ryska: Александр Львович Зуев), född 4 oktober 1996, är en rysk basketspelare. 
Zujev deltog vid olympiska sommarspelen 2020 och var en del av ryska olympiska kommitténs lag som tog silver i tremannabasket.